# Paco Alcácer
Francisco "Paco" Alcácer García (født 30. august 1993 i Torrent) er en spansk fodboldspiller, der spiller som angriber hos Bundesliga-klubben Borussia Dortmund. Han skrev i år 2016 under på en 5-årig kontrakt med FC Barcelona, men blev lejet ud til den tyske storklub i sommeren 2018.

## Landshold
Alcácer står (pr. november 2015) noteret for 10 kampe og seks scoringer for Spaniens landshold, som han debuterede for den 4. september 2014 i en kamp mod Frankrig. 